# Luxembourg (Belgija)
Pokrajina Luxembourg (francuski: Luxembourg, nizozemski i njemački: Luxemburg, luksemburški: Lëtzebuerg, valonski: Lussimbork) je pokrajina u Valonskoj regiji u Belgiji. Ovo je najjužnija pokrajina Valonije. Graniči s Velikim Vojvodstvom Luksemburg, Francuskom, te s belgijskim pokrajinama Namur i Liège.
Pokrajina je upravno podijeljena na pet okruga (arondismana) koja se sastoje od ukupno 44 općine.
Prema površini ovo je najveća pokrajina u Belgiji, ali istodobno i najmanje napučena. Površinom pokriva zemljopisne regije Valoniju, Ardene i Gaume.
Pokrajina je izdvojena iz susjednog Velikog Vojvodstva Luksemburg nakon Belgijske revolucije 1839., što je bilo treće po redu dijeljenje Luksemburga. Većina stanovnika pokrajine kao materinski jezik govori francuski, ali uz granicu s Luksemburgom postoji i jezična manjina govornika luksemburškog jezika.

## Guverneri
- Jean-Baptiste Thorn (1830. – 1836.)
- Victorin de Steenhault (1836. – 1841.)
- Joseph de Riquet de Caraman et de Chimay (1841. – 1842.)
- Charles Vandamme (1862. – 1884.)
- Paul de Gerlache (1884. – 1891.)
- Édouard Orban de Xivry (1891. – 1901.)
- Emmanuel de Briey (1902. – 1932.)
- Fernand Van den Corput (1932. – 1940.)
- René Greindl (1940. – 1944.)
- Fernand Van den Corput (1944. – 1945.)
- Pierre Clerdent (1946. – 1953.)
- Maurice Brasseur (1965. – 1976.)
- Jacques Planchard (1976. – 1996.)
- Bernard Caprasse (1996. – danas)

## Općine
Općine u ovoj pokrajini su:
| 1. Arlon 2. Attert 3. Aubange 4. Bastogne 5. Bertogne 6. Bertrix 7. Bouillon 8. Chiny 9. Daverdisse 10. Durbuy 11. Erezée 12. Étalle 13. Fauvillers 14. Florenville 15. Gouvy 16. Habay 17. Herbeumont 18. Hotton 19. Houffalize 20. La Roche-en-Ardenne 21. Léglise 22. Libin | 23. Libramont-Chevigny 24. Manhay 25. Marche-en-Famenne 26. Martelange 27. Meix-devant-Virton 28. Messancy 29. Musson 30. Nassogne 31. Neufchâteau 32. Paliseul 33. Rendeux 34. Rouvroy 35. Sainte-Ode 36. Saint-Hubert 37. Saint-Léger 38. Tellin 39. Tenneville 40. Tintigny 41. Vaux-sur-Sûre 42. Vielsalm 43. Virton 44. Wellin |

### Okruzi
- Aarlen
- Bastenaken
- Marche-en-Famenne

- Neufchâteau
- Virton

## Vanjske poveznice
- (fr.) Službena stranica pokrajine Luxembourg  Arhivirana inačica izvorne stranice od 16. veljače 2011. (Wayback Machine)